# Trichilia trollii
Trichilia trollii är en tvåhjärtbladig växtart som beskrevs av Hermann August Theodor Harms. Trichilia trollii ingår i släktet Trichilia och familjen Meliaceae. Inga underarter finns listade i Catalogue of Life.